# ناحیه است لیک لیلیان، شهرستان کاندیوهی، مینه سوتا
ناحیه است لیک لیلیان (به انگلیسی: East Lake Lillian Township) یک منطقهٔ مسکونی در ایالات متحده آمریکا است که در شهرستان کندیوهای، مینه‌سوتا واقع شده‌است.
 ناحیه است لیک لیلیان ۹۲٫۹ کیلومتر مربع مساحت و ۲۲۵ نفر جمعیت دارد و ۳۳۷ متر بالاتر از سطح دریا واقع شده‌است.